# Kerstin Hartmann (Ruderin)
Kerstin Hartmann (* 14. Juni 1988 in Ulm) ist eine ehemalige deutsche Ruderin.

## Karriere
Kerstin Hartmann startete für den Ulmer Ruderclub Donau. Nachdem sie 2005 zusammen mit ihrer Ruderkameradin Katrin Reinert Vizejugendweltmeisterin im Zweier ohne Steuermann geworden war, gelang ihr im Jahr 2006 der große Wurf und sie wurde, wieder zusammen mit Reinert, Juniorenweltmeisterin im Zweier ohne Steuermann bei den Junioren-Weltmeisterschaften und Vizeweltmeisterin in der gleichen Bootsgattung bei den U23-Weltmeisterschaften. Im Jahr 2008 pausierte Hartmann um sich für das Abitur vorzubereiten, welches sie auch bestand. 2009 gehörte sie wieder zur Weltklasse dazu, diesmal mit ihrer Ruderpartnerin Marlene Sinnig, welche für den Krefelder Ruderverein startet. Hartmann wurde im Frühjahr 2009 mit ihrer neuen Ruderpartnerin im Zweier ohne Steuermann Deutsche Meisterin und belegte bei den A-Weltmeisterschaften im polnischen Poznań den sehr guten vierten Platz.
Kerstin Hartmann studierte bis Juli 2010 Mathematik und Biologie auf Lehramt an der Universität Ulm. Zur Vorbereitung auf die Olympischen Spiele 2012 in London zog Kerstin Hartmann zum August 2010 nach Dortmund. Sie trainierte dort mit dem Team Frauenachter im dortigen Ruder-Bundesleistungszentrum. Später zog sie wieder nach Ulm zurück.
Am 24. Mai 2012 gewann Hartmann zusammen mit Marlene Sinnig die Qualifikationsregatta in Luzern/Schweiz und konnte sich dadurch nachträglich im Zweier ohne für die olympischen Ruderwettbewerbe in London qualifizieren. Am 4. Juli 2012 wurde Hartmann durch den Deutschen Ruderverband und den Deutschen Sportbund für die Olympischen Spiele in London nominiert. Bei der olympischen Regatta belegten die beiden Ruderinnen den sechsten Platz.
Ein Jahr später, bei den Ruder-Weltmeisterschaften 2013 in Chungju belegten sie den achten Platz, bei den Ruder-Europameisterschaften 2013 in Sevilla belegten sie den zweiten Platz. Im Frühjahr 2014 gewann Kerstin Hartmann mit ihrer neuen Ruderpartnerin Kathrin Marchand auf der Regattastrecke in Köln-Fühlingen den Deutschen Meistertitel im Zweier ohne. Nach der Bronzemedaille mit dem Achter bei den Europameisterschaften 2014, gewann Hartmann zusammen mit Marchand die Silbermedaille im Zweier ohne Steuerfrau bei den Europameisterschaften 2016. Bei den Olympischen Spielen 2016 belegten Hartmann und Marchand den achten Platz. Danach beendete sie ihre Karriere.

## Internationale Erfolge
- 2005: 2. Platz im Zweier ohne (Junioren-Weltmeisterschaften)
- 2006: 1. Platz im Zweier ohne (Junioren-Weltmeisterschaften)
- 2006: 2. Platz im Zweier ohne (U23-Weltmeisterschaften)
- 2007: 2. Platz im Achter (U23-Weltmeisterschaften)
- 2009: 4. Platz im Zweier ohne (Weltmeisterschaften)
- 2010: 2. Platz im Zweier ohne Steuerfrau (Europameisterschaften)
- 2010: 6. Platz im Zweier ohne Steuerfrau (Weltmeisterschaften)
- 2011: 10. Platz im Zweier ohne Steuerfrau (Weltmeisterschaften)
- 2012: 6. Platz im Zweier ohne Steuerfrau (Olympische Spiele)
- 2013: 2. Platz im Zweier ohne Steuerfrau (Europameisterschaften)
- 2013: 8. Platz im Zweier ohne Steuerfrau (Weltmeisterschaften)
- 2014: 3. Platz im Achter (Europameisterschaften)
- 2014: 7. Platz im Achter (Weltmeisterschaften)
- 2015: 4. Platz im Achter (Europameisterschaften)
- 2015: 8. Platz im Zweier ohne Steuerfrau (Weltmeisterschaften)
- 2016: 2. Platz im Zweier ohne Steuerfrau (Europameisterschaften)
- 2016: 8. Platz im Zweier ohne Steuerfrau (Olympische Spiele)